# ポーリン・オリヴェロス
ポーリン・オリヴェロス（Pauline Oliveros、1932年5月30日 テキサス州ヒューストン - 2016年11月25日）は、アメリカ合衆国のアコーディオン奏者、作曲家。晩年はニューヨーク州キングストンに住んでいた。オリヴェロスのアコーディオンは純正律で調律されていて、それを瞑想的即興音楽に使用している。オリヴェロスの音楽は、瞑想の最中に聞くことを意図するという意味では瞑想的ではない。むしろそれぞれの作品は、オリヴェロスが『ソニック・メディテーション（Sonic Meditations）』と適切に銘打ったような形態の瞑想である。

## 略歴と音楽
ガウデアムス音楽大賞を「サウンド・パターン」というボーカルカルテットのための作品で受賞。その作品が、カルコシュカの著書に参照されたことが事実上のヨーロッパデビューである。第二次世界大戦後の電子音楽の中心人物であるオリヴェロスは、1960年代にアメリカ西海岸の電子音楽供給源であったサンフランシスコ・テープ・ミュージック・センター（en:San Francisco Tape Music Center）のオリジナル・メンバーの1人だった。センターは後にミルズ・カレッジ（en:Mills College）に移り、オリヴェロスはその初代ディレクターとなった。現在では「Center for Contemporary Music」と呼ばれている。オリヴェロスはしばしば、自身が設計した電子音響信号処理システムである「Expanded Instrument System（EIS）」を演奏やレコーディングに用いて即興で音楽を作っている。
オリヴェロスは「Deep Listening」という造語を考案し、自身のグループを「ディープ・リスニング・バンド」（en:Deep Listening Band）と名付けたり、1985年設立の「ディープ・リスニング・インスティチュート社」（旧名「ポーリン・オリヴェロス・ファウンデーション」）のディープ・リスニング・プログラムにその言葉を用いた。
オリヴェロス（アコーディオン）、デヴィッド・ガンパー（キーボード）、スチュアート・デンプスター（en:Stuart Dempster、トロンボーンおよびディジュリドゥ）から成るディープ・リスニング・バンドは、洞窟・大聖堂・巨大な地下の貯水槽といった共鳴あるいは残響空間での演奏およびレコーディングを専門とした（楽器はいずれもEISを通している）。また、エレン・フルマンとその楽器「Long String Instrument (LSI)」をはじめ、数多くのミュージシャン、ダンサー、パフォーマーとコラボレートしてきた。
ディープ・リスニング・プログラムには、研修および認定プログラムの他に、ヨーロッパ、メキシコ、アップステート・ニューヨーク（ニューヨーク北部）での例年のリスニング・リトリート（合宿）が含まれる。
Heidi Von Gunden（en:Heidi Von Gunden）はその著書『The Music of Pauline Oliveros』（1983年）の中で、オリヴェロスが『ソニック・メディテーション』の序論や論文の中で明らかにした新しい音楽理論に触れ、それを「音の意識」と名付けた（p.105-107）。音の意識とは、日常耳にするものへの不断の注意と関心を必要とする、環境的・音楽的な音に意識を集中させる能力のことで、ジョン・バージャー（en:John Berger）が著書『イメージ Ways of Seeing—視覚とメディア』（en:Ways of Seeing）の中で述べた視覚的意識の概念に似たものである。Von Gundenは「音の意識は意識の心理学、武道の生理学、フェミニスト運動の社会学の統合である」とし、作曲の過程でオリヴェロスが一般的に用いるマンダラの点と円によってそれぞれ表すことができるかもしれない情報処理の2つの方法、すなわち焦点的注意と全体的注意を説明した。後にこの表現は拡張され、マンダラは、積極的に音を作ること、音を思い描くこと、現在の音の聞くこと、過去の音を思い出すことの4つに分けられた。このモデルが『ソニック・メディテーション』の構造に使われた。理論の実践は、長い演奏時間や環境設定などが求められるパフォーマンスのための非伝統的な時間・空間の他、「強い調性中心を持つ複雑な音の集合」（焦点的注意として調性、全体的注意として音の集合・フレキシブルな音色・アタック・音の長さ・強さ・時にピッチ）を生み出した。この理論は、たとえば簡単に声で作り出される音を奨励し、「音楽は誰でも・どこでものためにあるべきだと言う」ものである。
ヒューストン大学モーレス音楽学校（en:Moores School of Music）およびサンフランシスコ州立大学の卒業生であるオリヴェロスは、レンセラー・ポリテクニック・インスティテュート（en:Rensselaer Polytechnic Institute）とミルズ・カレッジで教鞭を執っていた。オリヴェロスは自身がレズビアンであることをカミングアウトしている。

## 著名な教え子
- ポール・ドレッシャー（Paul Dresher）
- ジェニファー&ケヴィン・マッコイ（Jennifer & Kevin McCoy）
- アンドリュー・デューチ（Andrew Deutsch）
- シドニー・コーベット（Sidney Corbett）
- アレクシーナ・ルイ（Alexina Louie）

## 代表作
- ソニック・メディテーション（Sonic Meditations） - 『Teach Yourself to Fly』他。
- 混声合唱のための『サウンド・パターン』（1961年、en:Sound Patterns） - 1962年にガウデアムス国際作曲家賞（en:Gaudeamus International Composers Award）受賞。『Extended Voices』（Odyssey 32 16）または『20th Century Choral Music』（Ars Nova AN-1005）に収録。
- Music for Annie Sprinkle's "The Sluts and Goddesses Video Workshop—Or How To Be A Sex Goddess in 101 Easy Steps"（1992年） - アニー・スプリンクルのビデオ映像のための音楽。
- 『Theater of Substitution』シリーズ（1975年 - ?） - オリヴェロスの写真は、スペインのセニョーラ、ポリエステルのボロを着た垢抜けない人妻、ローブをまとった教授といったさまざまなキャラクターで撮られている。1975年11月10日のニューヨーク・フィルハーモニックの「A Celebration of Women composers」コンサートで、ジャクソン・マック・ロウ（en:Jackson Mac Low）がオリヴェロスを、オリヴェロスがマック・ロウを演じた[3]。

### ディスコグラフィ
- Electronic Works (1998年。音源は1965年/1966年)
- Alien Bog/Beautiful Soop (1997年。音源は1966年から1967年)
- A Little Noise in the System (1966年)
- Accordion and Voice (2007年。音源は1960年代)
- The Wanderer (2007年。作曲は1975年から1982年)
- Lion's Eye/Lion's Tale (1985年/1989年)
- The Roots of the Moment (1988年)
- Deep Listening (1989年)
- Crone Music (1989年)
- St. George and the Dragon/In Memoriam Mr. Whitney (1994年) ※Pauline Oliveros & American Voices名義
- Ghostdance (1998年)
- Primordial Lift (2000年)
- No Mo (2001年)
- Tara's Room (2004年)

### 著作
- Sonic Meditations (1974年) - 日本語訳『ソニック・メディテーション—音の瞑想』訳：若尾裕、津田広志（新水社）
- Initiation Dream
- Software for People (1983年。執筆は1963年から1980年) - 日本語訳『ソフトウェア・フォー・ピープル 現代音楽へのジェンダー的論考』訳：若尾裕、沼田里衣（新水社）
- The Roots of the Moment (1998年。執筆は1985年から1995年)
- Deep Listening: A Composer's Sound Practice (2005年)

オリヴェロスの講義と出版された論文のいくつかはオリヴェロスのホームページで読むことができる。

### 映画
- Music With Roots in the Aether: Opera for Television (1976年) - 製作・監督：ロバート・アシュリー（en:Robert Ashley）。ニューヨーク、Lovely Music。
- The Sensual Nature of Sound: 4 Composers - Laurie Anderson, Tania León, Meredith Monk, Pauline Oliveros (1993年) - 監督：マイケル・ブラックウッド。オリヴェロスの他に、ローリー・アンダーソン（en:Laurie Anderson）、タニア・レオン（en:Tania León）、メレディス・モンク（en:Meredith Monk）。
- Unyazi Of The Bushveld (2005年) - 監督：アリアン・カガノフ（en:Aryan Kaganof）製作：African Noise Foundation。

### 視聴
- Dear.John: A Canon on the Name of Cage（ラリー・ポランスキーのホームページ）
- Epitonic.com: Deep Listening Band featuring a track from Deep Listening
- Art of the States: Pauline Oliveros two works by the composer
- Excerpt from 2001 sound. at the Schindler House performance - YouTube at SASSAS